# シルヴェス
シルヴェス(Silves [ˈsilvɨʃ] ( 音声ファイル))はポルトガルの南部アルガルヴェ地方の都市である。面積は678.75平方キロ、2004年現在の人口は34,909人である。

## 地理
シルヴェス市をアラーデ川が流れており、アラーデダムとフンチョダムを形成している。シルヴェス市は全体的に丘陵の多い地形である。南端は大西洋に面している。

## 歴史
この地域には、旧石器時代から人が住んでいたといわれており、その頃の遺跡も残っている。アラーデ川は交易のために内陸と海とをつないでいた。シルヴェスの町は、ローマ人の侵入の頃につくられたのであろう。
713年以降、ムーア人の侵入に際しては、後ウマイヤ朝の都市として栄えた。10世紀にはアル＝アンダルス西部の一都市として、重要な役割を担った。1027年にはタイファとして独立を果たした。1156年にはムワッヒド朝の傘下に治まる。1189年には、サンシュ1世のレコンキスタにより、一時はポルトガル領となった。しかしムワヒッド朝によって、改めて奪還されている。
パイオ・ペレス・コレイアとそのサンティアゴ騎士団によって、1242年にポルトガル領となった。モスクは大聖堂へと改められた。

## 交通
ポルトガル国鉄アルガルヴェ線のシルヴェス駅は、シルヴェスの中心から約1.5km離れている。